# Budwiecie (Ermland-Mazurië)
Budwiecie (Duits: Budweitschen; 1938-1945: Elsgrund) is een plaats in het Poolse woiwodschap Ermland-Mazurië, in het district Gołdapski. De plaats maakt deel uit van de gemeente Dubeninki en telt 120 inwoners.